# Grand Prix de Voleibol de 2013
El Grand Prix de Voleibol de 2013 fue la 29a es la 21ª edición del torneo anual de voleibol femenino, organizado por la Federación Internacional de Voleibol (FIVB). Fue la primera vez que participaron veinte equipos en dos fases, llevándose a cabo a partir del 2 de agosto al 1 de septiembre. La fase final se llevó a cabo en Sapporo, Japón; con los cinco mejores equipos clasificados en la ronda preliminar, además del país anfitrión.

## Primera Fase

### Grupo A (Campinas, Brasil)
| Pos | Equipo         | PJ | PG | PP | SF | SC | DS | PTS |
| --- | -------------- | -- | -- | -- | -- | -- | -- | --- |
| 2   | Brasil         | 3  | 3  | 0  | 9  | 4  | 5  | 8   |
| 1   | Estados Unidos | 3  | 2  | 1  | 7  | 4  | 3  | 6   |
| 3   | Rusia          | 3  | 1  | 2  | 6  | 8  | -2 | 3   |
| 4   | Polonia        | 3  | 0  | 3  | 3  | 9  | -6 | 1   |

#### Resultados
| Fecha    | Hora  | Encuentro                | Resultado | Set   | Set   | Set   | Set   | Set   | Puntuación total |
| Fecha    | Hora  | Encuentro                | Resultado | 1     | 2     | 3     | 4     | 5     | Puntuación total |
| -------- | ----- | ------------------------ | --------- | ----- | ----- | ----- | ----- | ----- | ---------------- |
| 02-08-13 | 16:30 | Rusia - Estados Unidos   | 1-3       | 20:25 | 25:17 | 21:25 | 12:25 |       | 78:92            |
| 02-08-13 | 19:00 | Brasil - Polonia         | 3-1       | 21:25 | 25:17 | 25:15 | 25:20 |       | 96:77            |
| 03-08-13 | 10:00 | Brasil - Rusia           | 3-2       | 26:28 | 26:24 | 25:19 | 22:25 | 15:08 | 114:104          |
| 03-08-13 | 12:30 | Estados Unidos - Polonia | 3-0       | 25:22 | 25:23 | 25:16 |       |       | 75:61            |
| 04-08-13 | 10:00 | Brasil - Estados Unidos  | 3-1       | 17:25 | 25:23 | 25:18 | 25:20 |       | 92:86            |
| 04-08-13 | 12:30 | Rusia - Polonia          | 3-2       | 25:21 | 22:25 | 29:27 | 28:30 | 15:13 | 119:116          |

### Grupo B (Santo Domingo, República Dominicana)
| Pos | Equipo               | PJ | PG | PP | SF | SC | DS | PTS |
| --- | -------------------- | -- | -- | -- | -- | -- | -- | --- |
| 1   | Serbia               | 3  | 3  | 0  | 9  | 1  | 8  | 9   |
| 3   | República Dominicana | 3  | 2  | 1  | 6  | 4  | 2  | 6   |
| 2   | República Checa      | 3  | 1  | 2  | 4  | 6  | -2 | 3   |
| 4   | Puerto Rico          | 3  | 0  | 3  | 1  | 9  | -8 | 0   |

#### Resultados
| Fecha    | Hora  | Encuentro                              | Resultado | Set   | Set   | Set   | Set   | Set | Puntuación total |
| Fecha    | Hora  | Encuentro                              | Resultado | 1     | 2     | 3     | 4     | 5   | Puntuación total |
| -------- | ----- | -------------------------------------- | --------- | ----- | ----- | ----- | ----- | --- | ---------------- |
| 02-08-13 | 17:00 | Puerto Rico - República Checa          | 0-3       | 14:25 | 20:25 | 18:25 |       |     | 52:75            |
| 02-08-13 | 19:30 | República Dominicana - Serbia          | 0-3       | 13:25 | 20:25 | 16:25 |       |     | 49:75            |
| 03-08-13 | 14:30 | Serbia - República Checa               | 3-0       | 28:26 | 25:18 | 25:23 |       |     | 78:67            |
| 03-08-13 | 17:00 | República Dominicana - Puerto Rico     | 3-0       | 25:14 | 26:24 | 25:21 |       |     | 76:59            |
| 04-08-13 | 14:30 | Serbia - Puerto Rico                   | 3-1       | 25:22 | 22:25 | 25:17 | 25:22 |     | 97:86            |
| 04-08-13 | 17:00 | República Dominicana - República Checa | 3-1       | 25:22 | 25:20 | 23:25 | 25:18 |     | 98:85            |

### Grupo C (Ankara, Turquía)
| Pos | Equipo    | PJ | PG | PP | SF | SC | DS | PTS |
| --- | --------- | -- | -- | -- | -- | -- | -- | --- |
| 1   | Japón     | 3  | 3  | 0  | 9  | 1  | 8  | 9   |
| 2   | Turquía   | 3  | 2  | 1  | 7  | 3  | 4  | 6   |
| 3   | Tailandia | 3  | 1  | 2  | 3  | 6  | -3 | 3   |
| 4   | Argelia   | 3  | 0  | 3  | 0  | 9  | -9 | 0   |

#### Resultados
| Fecha    | Hora  | Encuentro           | Resultado | Set   | Set   | Set   | Set   | Set | Puntuación total |
| Fecha    | Hora  | Encuentro           | Resultado | 1     | 2     | 3     | 4     | 5   | Puntuación total |
| -------- | ----- | ------------------- | --------- | ----- | ----- | ----- | ----- | --- | ---------------- |
| 02-08-13 | 14:00 | Turquía - Argelia   | 3-0       | 25:13 | 25:18 | 25:15 |       |     | 75:46            |
| 02-08-13 | 17:00 | Tailandia - Japón   | 0-3       | 19:25 | 17:25 | 21:25 |       |     | 57:75            |
| 03-08-13 | 14:00 | Argelia - Japón     | 0-3       | 10:25 | 8:25  | 8:25  |       |     | 26:75            |
| 03-08-13 | 17:00 | Turquía - Tailandia | 3-0       | 25:23 | 26:24 | 25:22 |       |     | 76:69            |
| 04-08-13 | 14:00 | Tailandia - Argelia | 3-0       | 25:07 | 25:14 | 25:13 |       |     | 75:34            |
| 04-08-13 | 17:00 | Turquía - Japón     | 1-3       | 21:25 | 28:30 | 25:18 | 18:25 |     | 92:98            |

### Grupo D (Macau, China)
| Pos | Equipo       | PJ | PG | PP | SF | SC | DS | PTS |
| --- | ------------ | -- | -- | -- | -- | -- | -- | --- |
| 1   | China        | 3  | 3  | 0  | 9  | 1  | 8  | 9   |
| 2   | Bulgaria     | 3  | 2  | 1  | 6  | 4  | 2  | 6   |
| 3   | Países Bajos | 3  | 1  | 2  | 5  | 6  | -1 | 3   |
| 4   | Cuba         | 3  | 0  | 3  | 0  | 9  | -9 | 0   |

#### Resultados
| Fecha    | Hora  | Encuentro               | Resultado | Set   | Set   | Set   | Set   | Set | Puntuación total |
| Fecha    | Hora  | Encuentro               | Resultado | 1     | 2     | 3     | 4     | 5   | Puntuación total |
| -------- | ----- | ----------------------- | --------- | ----- | ----- | ----- | ----- | --- | ---------------- |
| 02-08-13 | 17:00 | Cuba - Países Bajos     | 0-3       | 20:25 | 14:25 | 11:25 |       |     | 45:75            |
| 02-08-13 | 20:30 | China - Bulgaria        | 3-0       | 25:13 | 26:24 | 25:23 |       |     | 76:60            |
| 03-08-13 | 14:30 | Bulgaria - Países Bajos | 3-1       | 20:25 | 25:15 | 25:20 | 25:23 |     | 95:83            |
| 03-08-13 | 17:00 | China - Cuba            | 3-0       | 25:13 | 25:20 | 25:15 |       |     | 75:48            |
| 04-08-13 | 13:00 | Bulgaria - Cuba         | 3-0       | 25:08 | 25:15 | 25:16 |       |     | 75:39            |
| 04-08-13 | 15:30 | China - Países Bajos    | 3-1       | 26:24 | 19:25 | 25:17 | 25:17 |     | 95:83            |

### Grupo E (Montichiari, Italia)
| Pos | Equipo     | PJ | PG | PP | SF | SC | DS | PTS |
| --- | ---------- | -- | -- | -- | -- | -- | -- | --- |
| 1   | Italia     | 3  | 3  | 0  | 9  | 1  | 8  | 9   |
| 2   | Argentina  | 3  | 2  | 1  | 6  | 7  | -1 | 4   |
| 3   | Alemania   | 3  | 1  | 2  | 6  | 7  | -1 | 4   |
| 4   | Kazajistán | 3  | 0  | 3  | 3  | 9  | -6 | 1   |

#### Resultados
| Fecha    | Hora  | Encuentro              | Resultado | Set   | Set   | Set   | Set   | Set   | Puntuación total |
| Fecha    | Hora  | Encuentro              | Resultado | 1     | 2     | 3     | 4     | 5     | Puntuación total |
| -------- | ----- | ---------------------- | --------- | ----- | ----- | ----- | ----- | ----- | ---------------- |
| 02-08-13 | 17:30 | Alemania - Kazajistán  | 3-1       | 23:25 | 25:23 | 25:19 | 25:17 |       | 98:84            |
| 02-08-13 | 20:30 | Italia - Argentina     | 3-0       | 25:21 | 25:20 | 25:17 |       |       | 75-58            |
| 03-08-13 | 17:30 | Alemania - Argentina   | 2-3       | 23:25 | 25:13 | 25:18 | 21:25 | 12:15 | 106:96           |
| 03-08-13 | 20:30 | Italia - Kazajistán    | 3-0       | 28:26 | 25:17 | 25:13 |       |       | 78:56            |
| 04-08-13 | 17:30 | Argentina - Kazajistán | 3-2       | 15:25 | 25:15 | 23:25 | 25:20 | 15:09 | 103:94           |
| 04-08-13 | 20:45 | Italia - Alemania      | 3-1       | 25:23 | 25:20 | 24:26 | 25:20 |       | 99:89            |

### Grupo F (Belgrad, Serbia)
| Pos | Equipo         | PJ | PG | PP | SF | SC | DS | PTS |
| --- | -------------- | -- | -- | -- | -- | -- | -- | --- |
| 1   | Estados Unidos | 3  | 3  | 0  | 9  | 2  | 7  | 8   |
| 2   | Serbia         | 3  | 2  | 1  | 8  | 3  | 5  | 7   |
| 3   | Países Bajos   | 3  | 1  | 2  | 3  | 6  | -3 | 3   |
| 4   | Argelia        | 3  | 0  | 3  | 0  | 9  | -9 | 0   |

#### Resultados
| Fecha    | Hora  | Encuentro                     | Resultado | Set   | Set   | Set   | Set   | Set   | Puntuación total |
| Fecha    | Hora  | Encuentro                     | Resultado | 1     | 2     | 3     | 4     | 5     | Puntuación total |
| -------- | ----- | ----------------------------- | --------- | ----- | ----- | ----- | ----- | ----- | ---------------- |
| 09-08-13 | 17:30 | Serbia - Países Bajos         | 3-0       | 25:18 | 25:16 | 25:21 |       |       | 75:55            |
| 09-08-13 | 20:15 | Argelia - Estados Unidos      | 0-3       | 12:25 | 15:25 | 11:25 |       |       | 38:75            |
| 10-08-13 | 17:30 | Argelia - Serbia              | 0-3       | 11:25 | 12:25 | 11:25 |       |       | 34:75            |
| 10-08-13 | 20:15 | Estados Unidos - Países Bajos | 3-0       | 25:20 | 25:16 | 25:12 |       |       | 75:48            |
| 11-08-13 | 17:30 | Países Bajos - Argelia        | 3-0       | 25:15 | 25:07 | 25:06 |       |       | 75:28            |
| 11-08-13 | 20:15 | Serbia - Estados Unidos       | 2-3       | 14:25 | 25:22 | 17:25 | 25:23 | 12:15 | 93:110           |

### Grupo G (Mayagüez, Puerto Rico)
| Pos | Equipo               | PJ | PG | PP | SF | SC | DS | PTS |
| --- | -------------------- | -- | -- | -- | -- | -- | -- | --- |
| 1   | Bulgaria             | 3  | 2  | 1  | 8  | 4  | 4  | 8   |
| 2   | Brasil               | 3  | 2  | 1  | 7  | 4  | 3  | 6   |
| 3   | República Dominicana | 3  | 2  | 1  | 7  | 5  | 2  | 5   |
| 4   | Puerto Rico          | 3  | 0  | 3  | 0  | 9  | -9 | 0   |

#### Resultados
| Fecha    | Hora  | Encuentro                          | Resultado | Set   | Set   | Set   | Set   | Set   | Puntuación total |
| Fecha    | Hora  | Encuentro                          | Resultado | 1     | 2     | 3     | 4     | 5     | Puntuación total |
| -------- | ----- | ---------------------------------- | --------- | ----- | ----- | ----- | ----- | ----- | ---------------- |
| 09-08-13 | 17:00 | República Dominicana - Brasil      | 1-3       | 25:20 | 22:25 | 12:25 | 18:25 |       | 77:95            |
| 09-08-13 | 20:00 | Puerto Rico - Bulgaria             | 0-3       | 21:25 | 20:25 | 10:25 |       |       | 51:75            |
| 10-08-13 | 17:00 | Brasil - Bulgaria                  | 1-3       | 22:25 | 21:25 | 25:20 | 21:25 |       | 89:95            |
| 10-08-13 | 20:00 | República Dominicana - Puerto Rico | 3-0       | 25:22 | 25:23 | 25:20 |       |       | 75:65            |
| 11-08-13 | 14:00 | Bulgaria - República Dominicana    | 2-3       | 22:25 | 25:18 | 23:25 | 30:28 | 14:16 | 114:112          |
| 11-08-13 | 17:00 | Puerto Rico - Brasil               | 0-3       | 14:25 | 15:25 | 17:25 |       |       | 46:75            |

### Grupo H (Plock, Polonia)
| Pos | Equipo     | PJ | PG | PP | SF | SC | DS | PTS |
| --- | ---------- | -- | -- | -- | -- | -- | -- | --- |
| 1   | Japón      | 3  | 3  | 0  | 9  | 3  | 6  | 8   |
| 2   | Alemania   | 3  | 2  | 1  | 8  | 4  | 4  | 7   |
| 3   | Polonia    | 3  | 1  | 2  | 3  | 6  | 3  | 3   |
| 4   | Kazajistán | 3  | 0  | 3  | 2  | 9  | -7 | 0   |

#### Resultados
| Fecha    | Hora  | Encuentro             | Resultado | Set   | Set   | Set   | Set   | Set   | Puntuación total |
| Fecha    | Hora  | Encuentro             | Resultado | 1     | 2     | 3     | 4     | 5     | Puntuación total |
| -------- | ----- | --------------------- | --------- | ----- | ----- | ----- | ----- | ----- | ---------------- |
| 09-08-13 | 17:30 | Alemania - Japón      | 2-3       | 25:18 | 25:20 | 20:25 | 22:25 | 12:15 | 104:103          |
| 09-08-13 | 20:00 | Polonia - Kazajistán  | 3-0       | 25:17 | 25:17 | 25:11 |       |       | 75:45            |
| 10-08-13 | 17:30 | Japón - Kazajistán    | 3-1       | 23:25 | 25:19 | 25:18 | 25:20 |       | 98:82            |
| 10-08-13 | 20:00 | Polonia - Alemania    | 0-3       | 17:25 | 17:25 | 24:26 |       |       | 58:76            |
| 11-08-13 | 17:30 | Kazajistán - Alemania | 1-3       | 14:25 | 11:25 | 25:20 | 19:25 |       | 69:95            |
| 11-08-13 | 20:00 | Polonia - Japón       | 0-3       | 19:25 | 24:26 | 15:25 |       |       | 58:76            |

### Grupo I (Hong Kong, Hong Kong)
| Pos | Equipo          | PJ | PG | PP | SF | SC | DS | PTS |
| --- | --------------- | -- | -- | -- | -- | -- | -- | --- |
| 1   | China           | 3  | 3  | 0  | 9  | 2  | 7  | 8   |
| 2   | Turquía         | 3  | 2  | 1  | 8  | 4  | 4  | 7   |
| 3   | República Checa | 3  | 1  | 2  | 3  | 7  | -4 | 3   |
| 4   | Argentina       | 3  | 0  | 3  | 2  | 9  | -7 | 0   |

#### Resultados
| Fecha    | Hora  | Encuentro                   | Resultado | Set   | Set   | Set   | Set   | Set   | Puntuación total |
| Fecha    | Hora  | Encuentro                   | Resultado | 1     | 2     | 3     | 4     | 5     | Puntuación total |
| -------- | ----- | --------------------------- | --------- | ----- | ----- | ----- | ----- | ----- | ---------------- |
| 09-08-13 | 17:30 | Turquía - Argentina         | 3-1       | 25:17 | 25:14 | 34:36 | 25:18 |       | 109:85''         |
| 09-08-13 | 20:00 | China - República Checa     | 3-0       | 25:14 | 25:17 | 25:13 |       |       | 75:44            |
| 10-08-13 | 17:30 | Turquía - República Checa   | 3-0       | 25:23 | 25:18 | 25:15 |       |       | 75:56            |
| 10-08-13 | 20:00 | China - Argentina           | 3-0       | 25:17 | 26:24 | 25:22 |       |       | 76:63            |
| 11-08-13 | 17:30 | Argentina - República Checa | 1-3       | 20:25 | 25:21 | 22:25 | 20:25 |       | 87:96            |
| 11-08-13 | 20:00 | China - Turquía             | 3-2       | 19:25 | 25:17 | 25:20 | 15:25 | 15:10 | 99:97            |

### Grupo J (Ekaterinburg, Rusia)
| Pos | Equipo    | PJ | PG | PP | SF | SC | DS | PTS |
| --- | --------- | -- | -- | -- | -- | -- | -- | --- |
| 1   | Rusia     | 3  | 3  | 0  | 9  | 2  | 7  | 9   |
| 2   | Italia    | 3  | 2  | 1  | 7  | 3  | 4  | 6   |
| 3   | Tailandia | 3  | 1  | 2  | 3  | 7  | -4 | 3   |
| 4   | Cuba      | 3  | 0  | 3  | 2  | 9  | -7 | 0   |

#### Resultados
| Fecha    | Hora  | Encuentro          | Resultado | Set   | Set   | Set   | Set   | Set | Puntuación total |
| Fecha    | Hora  | Encuentro          | Resultado | 1     | 2     | 3     | 4     | 5   | Puntuación total |
| -------- | ----- | ------------------ | --------- | ----- | ----- | ----- | ----- | --- | ---------------- |
| 09-08-13 | 17:00 | Italia - Rusia     | 1-3       | 13:25 | 25:18 | 18:25 | 24:26 |     | 80:94            |
| 09-08-13 | 19:30 | Cuba - Tailandia   | 1-3       | 21:25 | 17:25 | 25:21 | 19:25 |     | 82:96            |
| 10-08-13 | 17:00 | Tailandia - Rusia  | 0-3       | 20:25 | 23:25 | 22:25 |       |     | 65:75            |
| 10-08-13 | 19:30 | Cuba - Italia      | 0-3       | 16:25 | 16:25 | 20:25 |       |     | 52:75            |
| 11-08-13 | 17:00 | Rusia - Cuba       | 3-1       | 25:17 | 25:14 | 16:25 | 25:17 |     | 91:73            |
| 11-08-13 | 19:30 | Italia - Tailandia | 3-0       | 25:18 | 25:14 | 29:27 |       |     | 79:59            |

### Grupo K (Almaty, Kazajistán)
| Pos | Equipo       | PJ | PG | PP | SF | SC | DS | PTS |
| --- | ------------ | -- | -- | -- | -- | -- | -- | --- |
| 1   | Brasil       | 3  | 3  | 0  | 9  | 0  | 9  | 9   |
| 2   | Países Bajos | 3  | 2  | 1  | 6  | 3  | 3  | 6   |
| 3   | Kazajistán   | 3  | 1  | 2  | 3  | 7  | -4 | 3   |
| 4   | Cuba         | 3  | 0  | 3  | 1  | 9  | -8 | 0   |

#### Resultados
| Fecha    | Hora  | Encuentro                 | Resultado | Set   | Set   | Set   | Set   | Set   | Puntuación total |
| Fecha    | Hora  | Encuentro                 | Resultado | 1     | 2     | 3     | 4     | 5     | Puntuación total |
| -------- | ----- | ------------------------- | --------- | ----- | ----- | ----- | ----- | ----- | ---------------- |
| 16-08-13 | 15:00 | Cuba - Brasil             | 0-3       | 16:25 | 11:25 | 20:25 |       |       | 47:75''          |
| 16-08-13 | 18:00 | Kazajistán - Países Bajos | 0-3       | 23:25 | 14:25 | 16:25 |       |       | 53:75            |
| 17-08-13 | 15:00 | Brasil - Países Bajos     | 3-0       | 25:15 | 25:20 | 25:15 |       |       | 75:50            |
| 17-08-13 | 18:00 | Kazajistán - Cuba         | 3-1       | 25:20 | 17:25 | 30:28 | 25:20 | 97:93 |                  |
| 18-08-13 | 15:00 | Cuba - Países Bajos       | 0-3       | 13:25 | 23:25 | 22:25 |       |       | 58:75            |
| 18-08-13 | 18:00 | Kazajistán - Brasil       | 0-3       | 17:25 | 16:25 | 10:25 |       |       | 43:75            |

### Grupo L (Bangkok, Tailandia)
| Pos | Equipo      | PJ | PG | PP | SF | SC | DS | PTS |
| --- | ----------- | -- | -- | -- | -- | -- | -- | --- |
| 1   | Rusia       | 3  | 3  | 0  | 9  | 4  | 5  | 7   |
| 2   | Alemania    | 3  | 1  | 2  | 7  | 6  | 1  | 5   |
| 3   | Tailandia   | 3  | 1  | 2  | 5  | 7  | -2 | 4   |
| 4   | Puerto Rico | 3  | 1  | 2  | 4  | 8  | -4 | 2   |

#### Resultados
| Fecha    | Hora  | Encuentro               | Resultado | Set   | Set   | Set   | Set   | Set   | Puntuación total |
| Fecha    | Hora  | Encuentro               | Resultado | 1     | 2     | 3     | 4     | 5     | Puntuación total |
| -------- | ----- | ----------------------- | --------- | ----- | ----- | ----- | ----- | ----- | ---------------- |
| 16-08-13 | 16:00 | Tailandia - Puerto Rico | 3-1       | 18:25 | 25:07 | 25:22 | 25:11 |       | 93:65            |
| 16-08-13 | 18:30 | Alemania - Rusia        | 2-3       | 25:22 | 25:17 | 18:25 | 19:25 | 11:15 | 98:104           |
| 17-08-13 | 14:00 | Rusia - Puerto Rico     | 3-0       | 25:08 | 25:16 | 25:19 |       |       | 75:43            |
| 17-08-13 | 16:30 | Tailandia - Alemania    | 0-3       | 16:25 | 14:25 | 25:27 |       |       | 55:77            |
| 18-08-13 | 14:00 | Puerto Rico - Alemania  | 3-2       | 25:23 | 25:23 | 23:25 | 13:25 | 15:13 | 101:109          |
| 18-08-13 | 16:30 | Rusia - Tailandia       | 3-2       | 24:26 | 25:18 | 25:22 | 20:25 | 15:11 | 109:102          |

### Grupo M (Sendai City, Japón)
| Pos | Equipo          | PJ | PG | PP | SF | SC | DS | PTS |
| --- | --------------- | -- | -- | -- | -- | -- | -- | --- |
| 1   | Estados Unidos  | 3  | 3  | 0  | 9  | 3  | 6  | 8   |
| 2   | Bulgaria        | 3  | 2  | 1  | 8  | 5  | 3  | 6   |
| 3   | Japón           | 3  | 1  | 2  | 4  | 8  | -4 | 2   |
| 4   | República Checa | 3  | 0  | 3  | 4  | 7  | -3 | 2   |

#### Resultados
| Fecha    | Hora  | Encuentro                        | Resultado | Set   | Set   | Set   | Set   | Set   | Puntuación total |
| Fecha    | Hora  | Encuentro                        | Resultado | 1     | 2     | 3     | 4     | 5     | Puntuación total |
| -------- | ----- | -------------------------------- | --------- | ----- | ----- | ----- | ----- | ----- | ---------------- |
| 16-08-13 | 15:30 | Estados Unidos - República Checa | 3-0       | 25:20 | 25:20 | 25:23 |       |       | 75:63            |
| 16-08-13 | 18:15 | Japón - Bulgaria                 | 0-3       | 23:25 | 23:25 | 29:31 |       |       | 75:81            |
| 17-08-13 | 12:30 | Japón - Estados Unidos           | 1-3       | 17:25 | 19:25 | 25:21 | 18:25 |       | 79:96            |
| 17-08-13 | 15:30 | República Checa - Bulgaria       | 2-3       | 25:20 | 18:25 | 17:25 | 25:22 | 08:15 | 93:107           |
| 18-08-13 | 12:30 | Japón - República Checa          | 3-2       | 25:18 | 22:25 | 28:26 | 23:25 | 15:13 | 113:107          |
| 18-08-13 | 15:30 | Estados Unidos - Bulgaria        | 3-2       | 16:25 | 25:23 | 20:25 | 25:15 | 15:08 | 101:96           |

### Grupo N (Wuhan, China)
| Pos | Equipo    | PJ | PG | PP | SF | SC | DS | PTS |
| --- | --------- | -- | -- | -- | -- | -- | -- | --- |
| 1   | China     | 3  | 3  | 0  | 9  | 3  | 6  | 8   |
| 2   | Serbia    | 3  | 2  | 1  | 8  | 4  | 4  | 7   |
| 3   | Polonia   | 3  | 1  | 2  | 5  | 8  | -3 | 2   |
| 4   | Argentina | 3  | 0  | 3  | 2  | 9  | -7 | 1   |

#### Resultados
| Fecha    | Hora  | Encuentro           | Resultado | Set   | Set   | Set   | Set   | Set   | Puntuación total |
| Fecha    | Hora  | Encuentro           | Resultado | 1     | 2     | 3     | 4     | 5     | Puntuación total |
| -------- | ----- | ------------------- | --------- | ----- | ----- | ----- | ----- | ----- | ---------------- |
| 16-08-13 | 16:00 | Serbia - Polonia    | 3-1       | 25:14 | 25:20 | 22:25 | 25:21 |       | 97:80            |
| 16-08-13 | 19:30 | China - Argentina   | 3-0       | 25:18 | 25:17 | 25:16 |       |       | 75:51            |
| 17-08-13 | 16:00 | Argentina - Serbia  | 0-3       | 12:25 | 20:25 | 14:25 |       |       | 46:75            |
| 17-08-13 | 19:30 | China - Polonia     | 3-1       | 25:18 | 25:21 | 16:25 | 25:23 |       | 91:87            |
| 18-08-13 | 16:00 | Polonia - Argentina | 3-2       | 25:21 | 21:25 | 25:12 | 23:25 | 15:11 | 109:94           |
| 18-08-13 | 19:30 | China - Serbia      | 3-2       | 25:17 | 25:27 | 25:20 | 23:25 | 15:05 | 113:94           |

### Grupo O (Kaohsiung city, China Taipéi)
| Pos | Equipo               | PJ | PG | PP | SF | SC | DS | PTS |
| --- | -------------------- | -- | -- | -- | -- | -- | -- | --- |
| 1   | Italia               | 3  | 2  | 1  | 8  | 5  | 3  | 7   |
| 2   | Turquía              | 3  | 2  | 1  | 8  | 5  | 3  | 6   |
| 3   | República Dominicana | 3  | 2  | 1  | 8  | 5  | 3  | 6   |
| 4   | Argelia              | 3  | 0  | 3  | 0  | 9  | -9 | 0   |

#### Resultados
| Fecha    | Hora  | Encuentro                      | Resultado | Set   | Set   | Set   | Set   | Set   | Puntuación total |
| Fecha    | Hora  | Encuentro                      | Resultado | 1     | 2     | 3     | 4     | 5     | Puntuación total |
| -------- | ----- | ------------------------------ | --------- | ----- | ----- | ----- | ----- | ----- | ---------------- |
| 16-08-13 | 15:00 | Italia - Argelia               | 3-0       | 25:13 | 25:19 | 25:10 |       |       | 75:42            |
| 16-08-13 | 18:00 | Turquía - República Dominicana | 3-2       | 25:27 | 22:25 | 25:22 | 26:24 | 15:13 | 113:111          |
| 17-08-13 | 15:00 | Argelia - Turquía              | 0-3       | 12:25 | 12:25 | 12:25 |       |       | 36:75            |
| 17-08-13 | 17:30 | Italia - República Dominicana  | 2-3       | 25:21 | 25:19 | 30:32 | 24:26 | 11:15 | 115:113          |
| 18-08-13 | 15:00 | Italia - Turquía               | 3-2       | 25:17 | 25:18 | 17:25 | 15:25 | 15:12 | 97:97            |
| 18-08-13 | 17:30 | República Dominicana - Argelia | 3-0       | 25:11 | 25:09 | 25:08 |       |       | 75:28            |

### Clasificación general
| Pos | Equipo               | PJ | PG | PP | SF | SC | DS  | PTS |
| --- | -------------------- | -- | -- | -- | -- | -- | --- | --- |
| 1   | China                | 9  | 9  | 0  | 27 | 6  | 21  | 25  |
| 2   | Brasil               | 9  | 8  | 1  | 25 | 8  | 17  | 23  |
| 3   | Serbia               | 9  | 7  | 2  | 25 | 8  | 17  | 23  |
| 4   | Estados Unidos       | 9  | 8  | 1  | 25 | 9  | 16  | 22  |
| 5   | Italia               | 9  | 7  | 2  | 24 | 9  | 15  | 21  |
| 6   | Japón                | 9  | 7  | 2  | 22 | 12 | 10  | 19  |
| 7   | Rusia                | 9  | 7  | 2  | 24 | 14 | 10  | 19  |
| 8   | Turquía              | 9  | 6  | 3  | 23 | 12 | 11  | 19  |
| 9   | Bulgaria             | 9  | 6  | 3  | 22 | 13 | 9   | 19  |
| 10  | República Dominicana | 9  | 6  | 3  | 21 | 14 | 7   | 17  |
| 11  | Alemania             | 9  | 4  | 5  | 21 | 17 | 4   | 16  |
| 12  | Países Bajos         | 9  | 4  | 5  | 14 | 15 | -1  | 12  |
| 13  | Tailandia            | 9  | 3  | 6  | 11 | 20 | -9  | 10  |
| 14  | República Checa      | 9  | 2  | 7  | 11 | 22 | -11 | 8   |
| 15  | Polonia              | 9  | 2  | 7  | 11 | 23 | -12 | 6   |
| 16  | Argentina            | 9  | 2  | 7  | 10 | 25 | -15 | 5   |
| 17  | Kazajistán           | 9  | 1  | 8  | 8  | 25 | -17 | 4   |
| 18  | Puerto Rico          | 9  | 1  | 8  | 5  | 26 | -21 | 2   |
| 19  | Cuba                 | 9  | 0  | 9  | 3  | 27 | -24 | 0   |
| 20  | Argelia              | 9  | 0  | 9  | 0  | 27 | -27 | 0   |

| – | Clasificado para competir en la fase final. |
| – | Eliminado para competir en la fase final.   |

## Fase Final
La fase final del Gran Prix 2013 se celebrará en Sapporo, Japón, entre el 28 de agosto al 1 de septiembre. Los seis equipos clasificados se enfrentaran en un único grupo todos contra todos, siendo campeón el que quede en el primer puesto al concluir las finales.

### Grupo Único
| Pos | Equipo         | PJ | PG | PP | SF | SC | DS | PTS |
| --- | -------------- | -- | -- | -- | -- | -- | -- | --- |
| 1   | Brasil         | 5  | 5  | 0  | 15 | 0  | 15 | 15  |
| 2   | China          | 5  | 4  | 1  | 12 | 8  | 4  | 10  |
| 3   | Serbia         | 5  | 3  | 2  | 10 | 9  | 1  | 8   |
| 4   | Japón          | 5  | 1  | 4  | 7  | 12 | -5 | 5   |
| 5   | Italia         | 5  | 1  | 4  | 7  | 14 | -7 | 4   |
| 6   | Estados Unidos | 5  | 1  | 4  | 6  | 14 | -8 | 3   |

#### Resultados
| Fecha    | Hora  | Encuentro               | Resultado | Set   | Set   | Set   | Set   | Set   | Puntuación total |
| Fecha    | Hora  | Encuentro               | Resultado | 1     | 2     | 3     | 4     | 5     | Puntuación total |
| -------- | ----- | ----------------------- | --------- | ----- | ----- | ----- | ----- | ----- | ---------------- |
| 28-08-13 | 13:30 | Serbia - China          | 1-3       | 21:25 | 25:22 | 17:25 | 20:25 |       | 83:97            |
| 28-08-13 | 15:30 | Brasil - Estados Unidos | 3-0       | 25:19 | 25:12 | 25:10 |       |       | 75:41            |
| 28-08-13 | 19:10 | Japón - Italia          | 3-0       | 25:18 | 25:19 | 25:22 |       |       | 75:59            |
| 29-08-13 | 13:30 | Estados Unidos - Serbia | 1-3       | 23:25 | 25:20 | 18:25 | 23:25 |       | 89:95            |
| 29-08-13 | 15:30 | Italia - China          | 2-3       | 30:28 | 22:25 | 28:26 | 13:25 | 10:15 | 103:119          |
| 29-08-13 | 19:10 | Japón - Brasil          | 0-3       | 21:25 | 22:25 | 17:25 |       |       | 60:75            |
| 30-08-13 | 13:30 | China - Estados Unidos  | 3-0       | 25:20 | 25:23 | 25:17 |       |       | 75:60            |
| 30-08-13 | 15:30 | Brasil - Italia         | 3-0       | 25:16 | 26:24 | 25:11 |       |       | 76:51            |
| 30-08-13 | 19:10 | Serbia - Japón          | 3-0       | 25:22 | 25:17 | 25:19 |       |       | 75:58            |
| 31-08-13 | 13:30 | Italia - Estados Unidos | 3-2       | 19:25 | 25:22 | 23:25 | 25:18 | 16:14 | 108:104          |
| 31-08-13 | 15:30 | Brasil - Serbia         | 3-0       | 27:25 | 25:21 | 25:22 |       |       | 77:68            |
| 31-08-13 | 19:10 | Japón - China           | 2-3       | 16:25 | 25:18 | 24:26 | 25:21 | 13:15 | 103-105          |
| 01-09-13 | 13:30 | Serbia - Italia         | 3-2       | 22:25 | 25:23 | 20:25 | 25:16 | 15:11 | 107-100          |
| 01-09-13 | 15:30 | China - Brasil          | 0-3       | 15:25 | 14:25 | 20:25 |       |       | 49-75            |
| 01-09-13 | 19:10 | Estados Unidos - Japón  | 3-2       | 17:25 | 25:19 | 18:25 | 25:17 | 15:12 | 100-98           |